# Warwick Castle

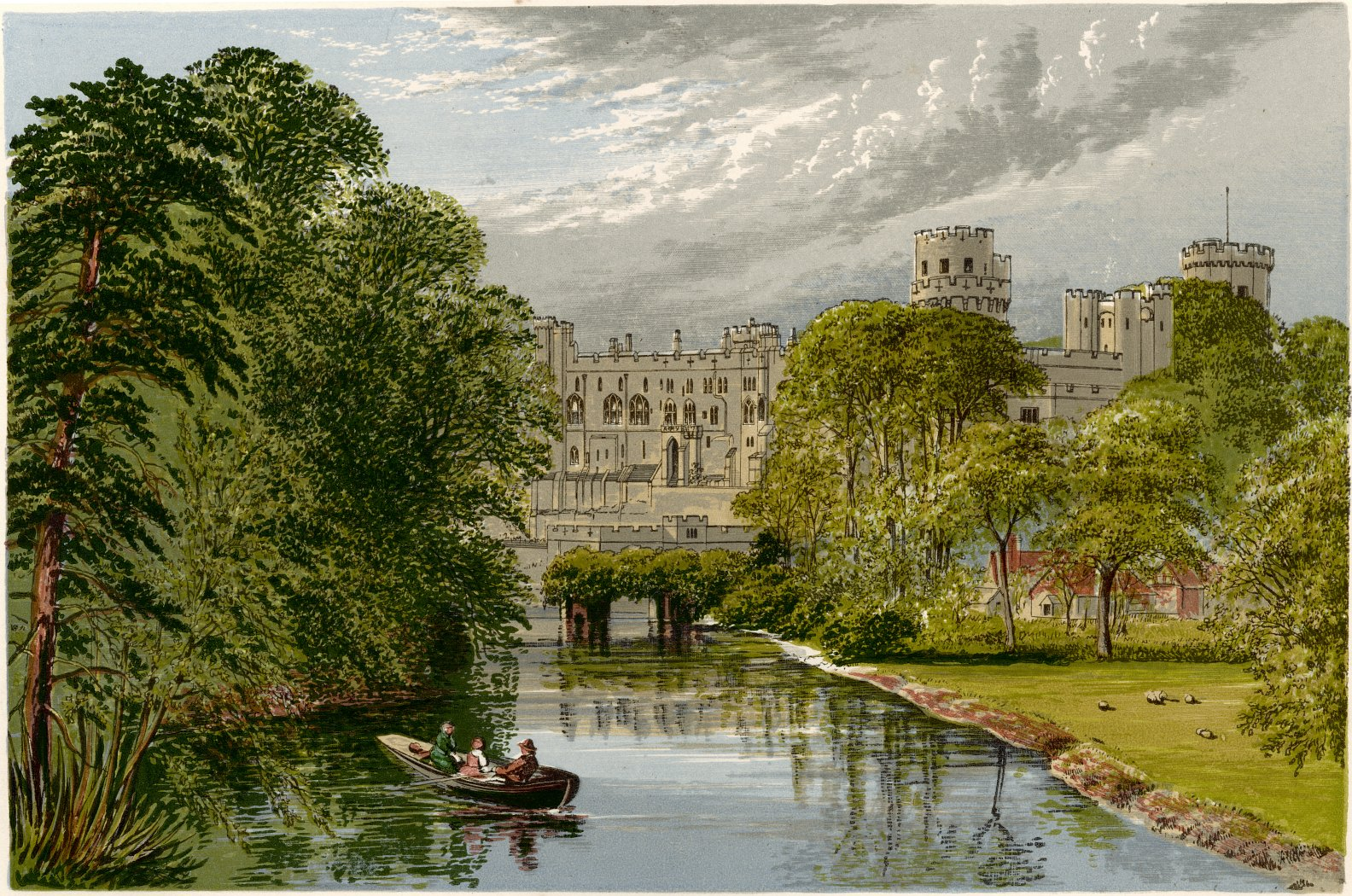
Warwick Castle in de 19de eeuw

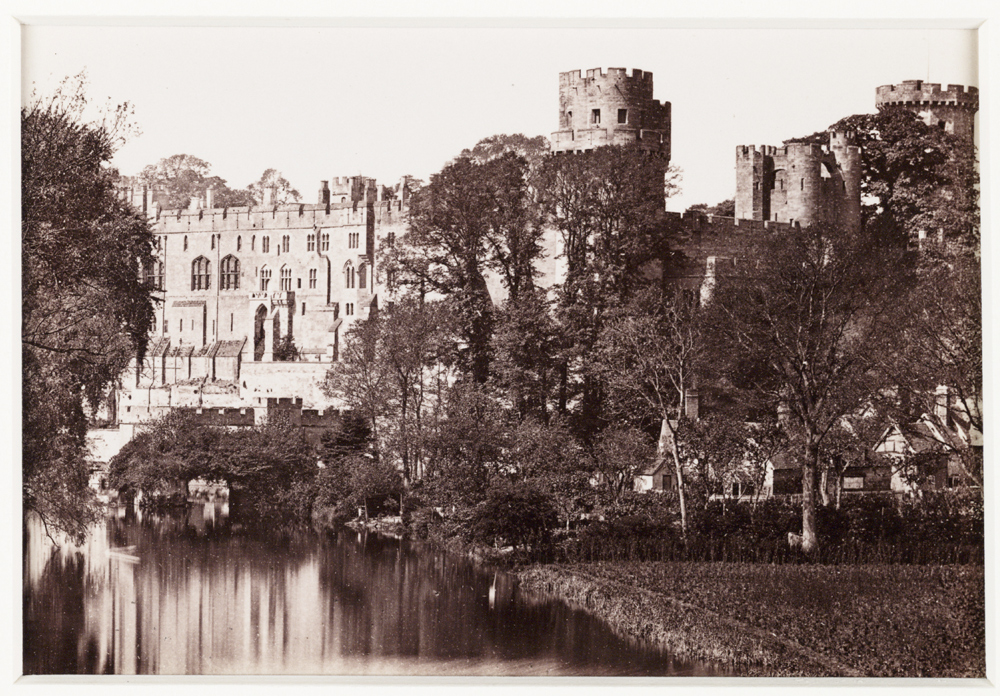
Warwick Castle in 1880

Warwick Castle is een kasteel gelegen bij de rivier Avon in het stadje Warwick in het Engelse graafschap Warwickshire. De naam verwijst naar de graven van Warwick, een van de oudste grafelijke titels in Engeland.
De tuinen rond het bouwwerk werden in de 18e eeuw aangelegd door landschapsarchitect Capability Brown. Het kasteel is tegenwoordig een populaire toeristische attractie.

## Gereconstrueerde trebuchet
In juni 2005 werd een van de grootste moderne gereconstrueerde belegeringswerken ter wereld bij Warwick Castle geïnstalleerd. De trebuchet is 18 meter hoog, gemaakt uit meer dan 300 stukken eikenhout en weegt 21,7 Engelse ton (ongeveer 22.050 kilogram). Hij staat aan de rivieroever onder het kasteel.
De machine werd gebouwd op basis van tekeningen uit Deense levende geschiedenismuseum Middelaldercentret, waar in 1989 voor het eerst in moderne tijden een volwaardig functionerende trebuchet werd gereconstrueerd. De Warwickse trebuchet werd in Wiltshire gebouwd met expertise van het Deense museum.
Het kost acht mensen een halfuur om de trebuchet te laden en te laten vuren. Tijdens dit proces moeten in twee tredmolens van 4 meter hoog in totaal vier mensen lopen om het contragewicht (2 Engelse ton, ongeveer 6000 kg) te tillen. Het wapen is ontworpen om projectielen tot 150 kg tot aan 300 meter ver te werpen met een boog van tot aan 25 meter hoog.

## Spookhuis
Sinds een aantal jaar ligt er in het kasteel een spookhuis, The Castle Dungeon genaamd. Hierbij wordt gebruik gemaakt van licht- en geluidseffecten en acteurs om 300 jaar duistere geschiedenis te vertellen. Deze attractie is eigendom van Merlin Entertainments.

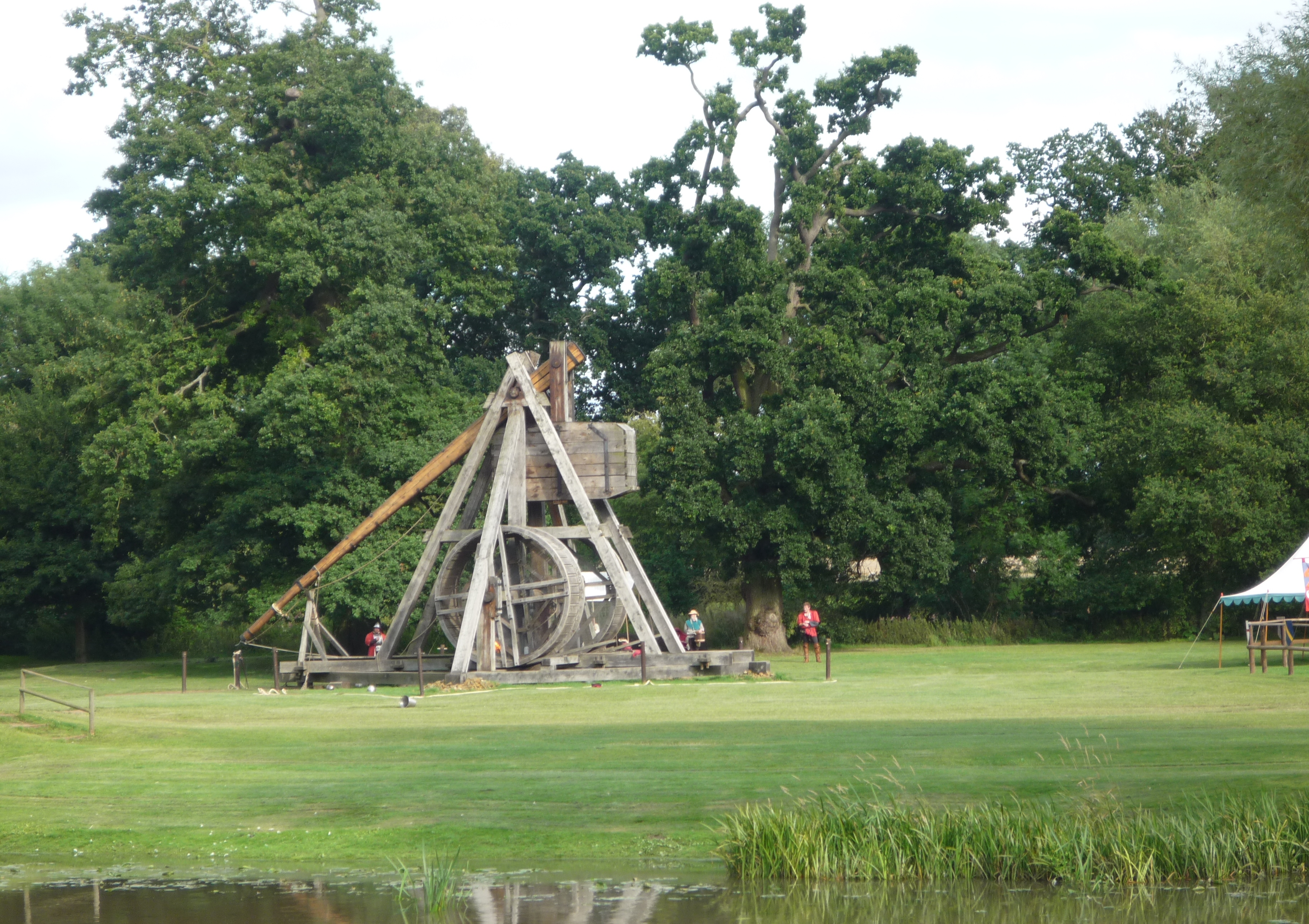
Warwick Castles trebuchet is momenteel de grootste ter wereld (2009)
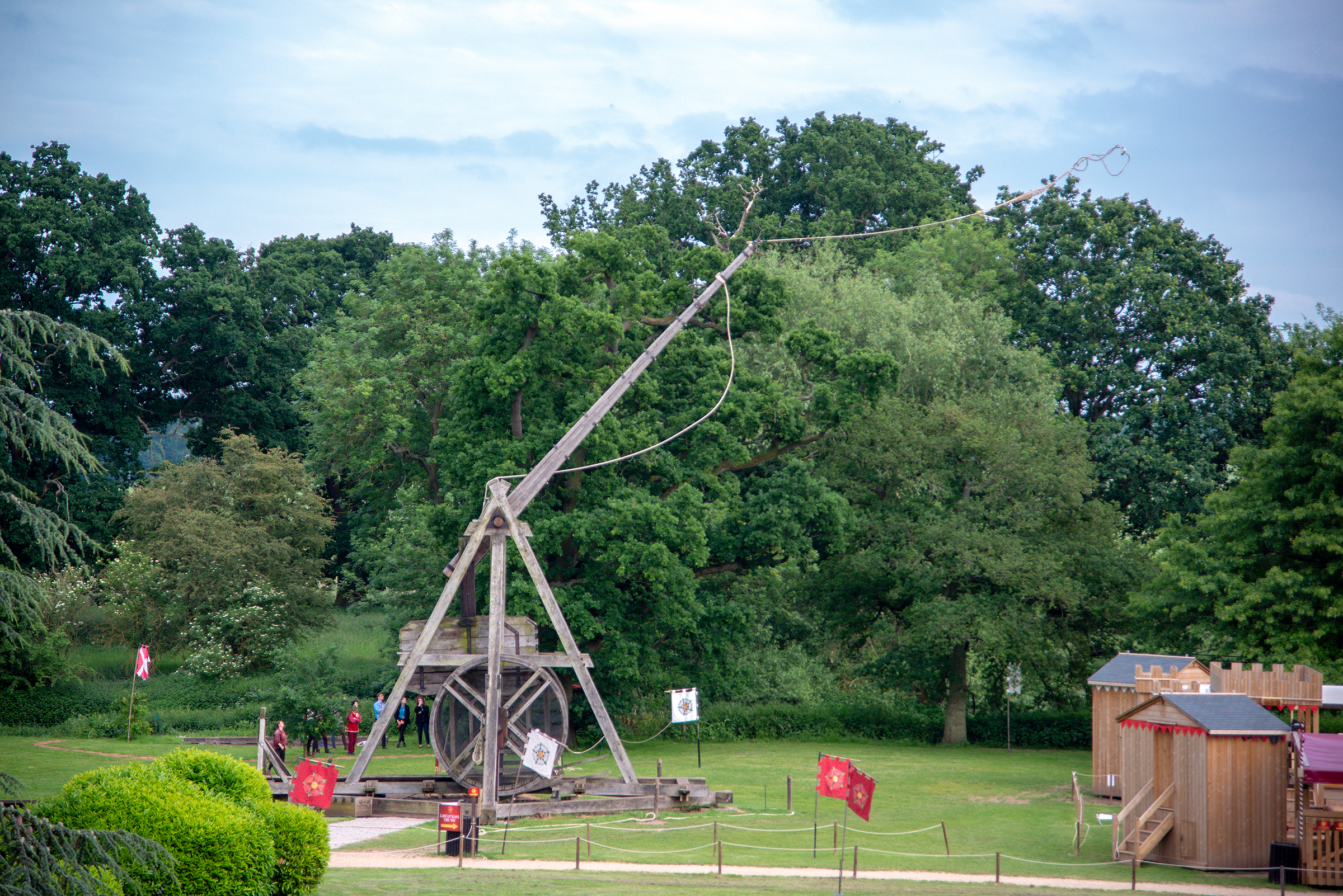
Hij werd met 13e-eeuwse tekeningen gereconstrueerd en functioneert goed (2018)
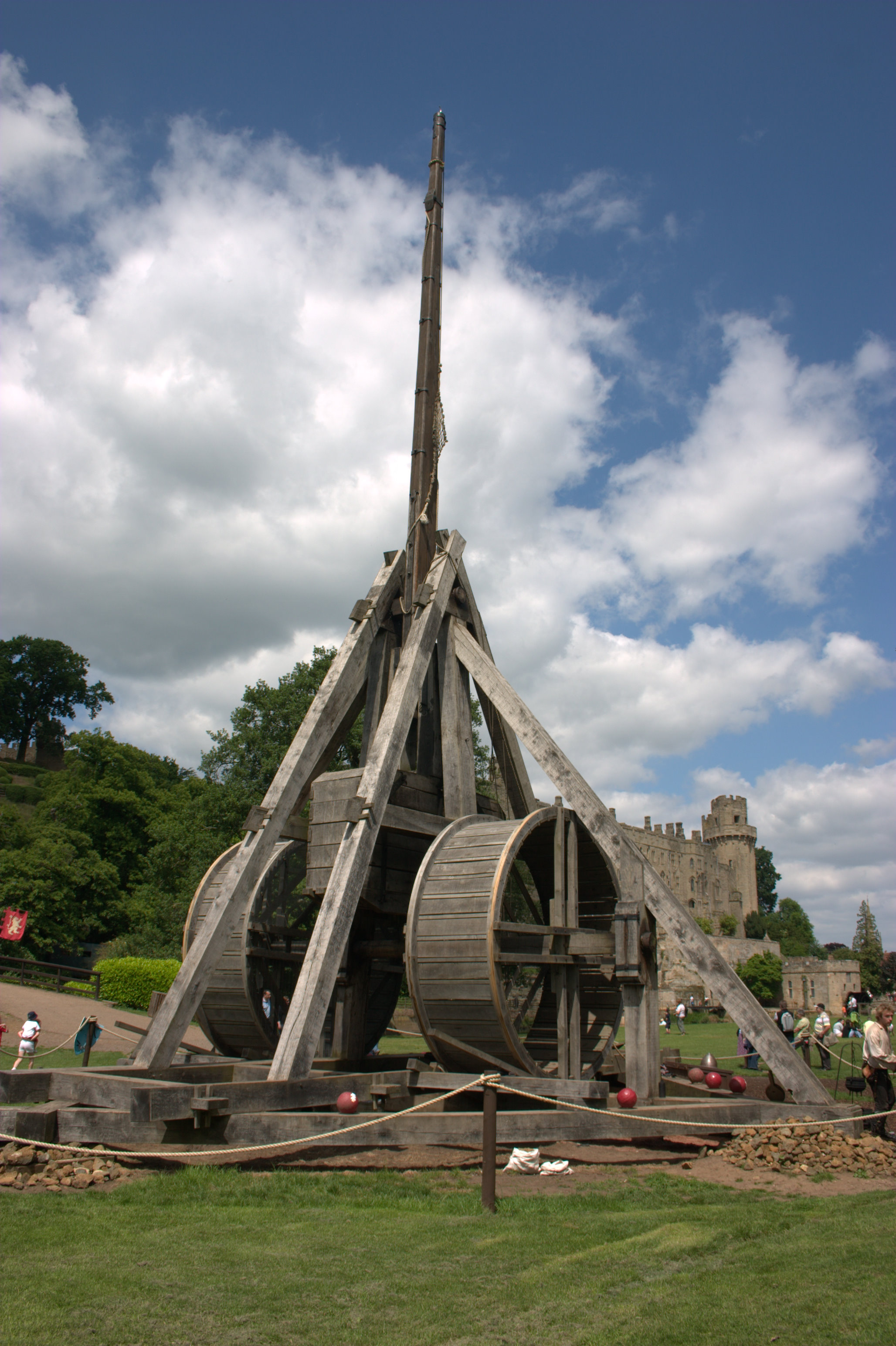
Demonstratie van de trebuchet in 2012 (lancering op 10:30)
- Trebuchet van dichtbij (2010)
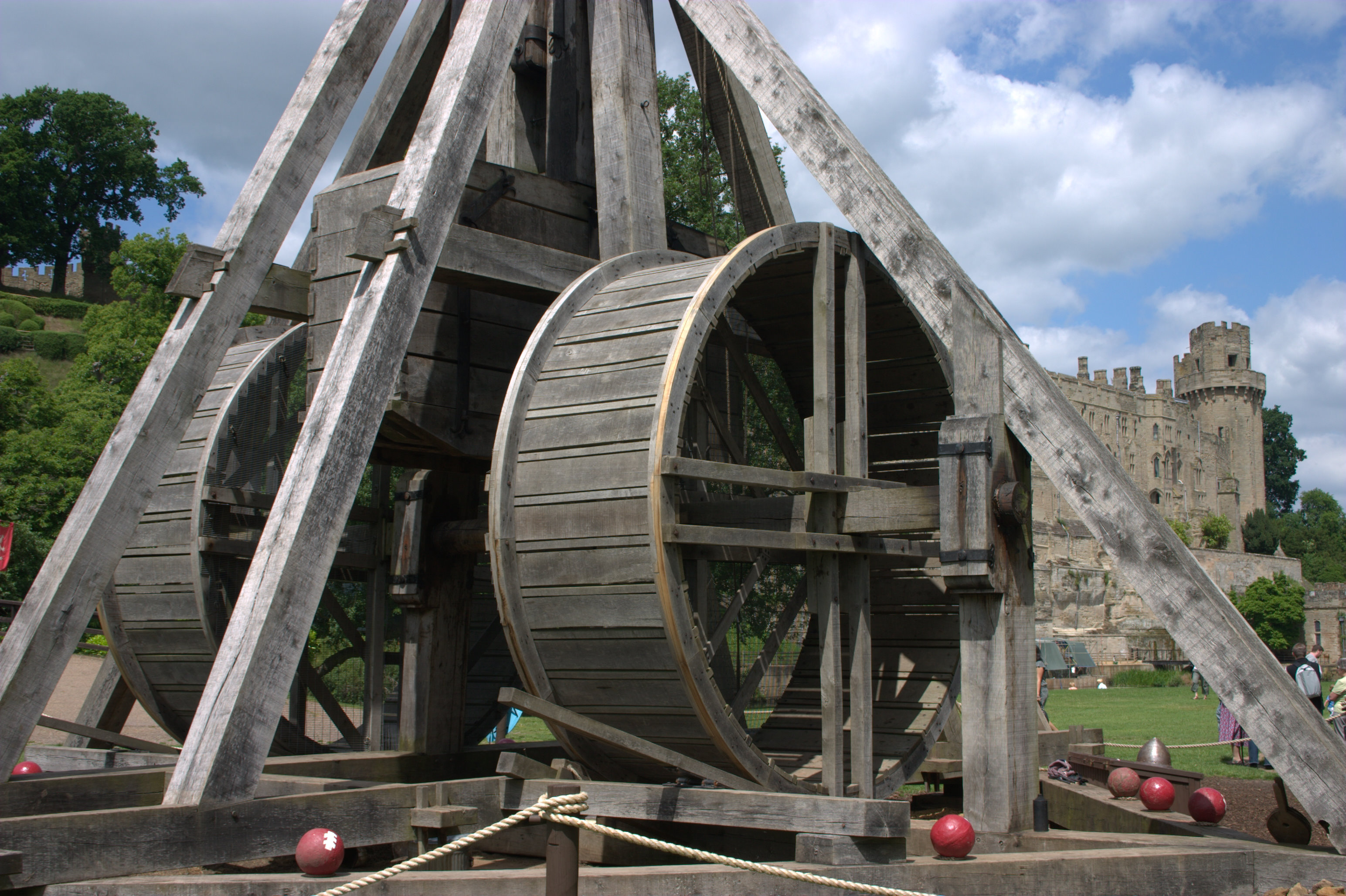
Close-up van de tredmolens (2010)